# Little Eversden
Little Eversden est une paroisse civile et un village du Cambridgeshire, en Angleterre.